# Conocrambus xuthochroa
Conocrambus xuthochroa là một loài bướm đêm trong họ Crambidae.